# 도쿄 정글
도쿄 정글(TOKYO JUNGLE)은 소니 컴퓨터 엔터테인먼트 (SCE)가 2012년 6월 7 일에 발매한 플레이스테이션 3 전용 게임 소프트이다.

## 개요
인류가 사라진 도쿄의 거리 (시부야, 하라주쿠, 요요기)를 무대로, 50 종류 이상의 동물 중에서 캐릭터를 선택한다. 생존이 목적인 게임으로, 등장하는 동물들은 주인을 잃은 애완 동물과 동물원 우리에서 탈출 한 맹수 등이다. 도쿄 게임 쇼 2010 에 출품되었을 땐 상하좌우 밖에 움직일 수 없는 2D 액션 게임이 었지만, 실제로 발매된 게임에서는3D 액션 게임이다.

## 평가
| 평가                                                                                      |        |
| ----------------------------------------------------------------------------------------- | ------ |
| 통합 점수 통합사 점수 메타크리틱 74/100 [ 1 ] 평론 점수 평론사 점수 유로게이머 9/10 [ 2 ] |        |
| 통합 점수                                                                                 |        |
| 통합사                                                                                    | 점수   |
| 메타크리틱                                                                                | 74/100 |
| 평론 점수                                                                                 |        |
| 평론사                                                                                    | 점수   |
| 유로게이머                                                                                | 9/10   |